# Belle Époque (gruppo vocale)
Belle Époque è stato un gruppo di disco music nato nel 1976 e composto dalla cantante francese, ma di stanza a Roma, Évelyne Lenton (nome d'arte di Évelyne Verrecchia), in precedenza interprete di musica yéyé con il nome Evy, da suo fratello il produttore Albert Weyman (Albert Verrecchia) e da due coriste, la capoverdiana Jusy Fortes e la statunitense Marcia Briscoe (originaria di Atlanta). In Inghilterra il gruppo è noto come "La Belle Epoque", negli Stati Uniti come "Belle Epoque".
Il gruppo ha ottenuto diversi grandi successi: Black Is Black (cover in versione disco music del brano Black Is Black dei Los Bravos), che nel 1976 raggiunse il primo posto nella classifica inglese Official Singles Chart); Miss Broadway (1º posto in Inghilterra, 15° negli Stati Uniti nel 1977). Da menzionare anche Bamalama (1978) e Stranger once again (1979).
Nel 1982 il gruppo si sciolse ed Evelyne Lenton riprese la sua carriera di solista. Il gruppo si ricostituì nel 2006, nel 30º anniversario della loro fondazione, per incidere due album compilation: Belle Epoque e Black is Black. In settembre 2006 il gruppo si sciolse definitivamente.
Ad eccezione di Black is Black, che è una cover, la musica e le parole di tutti gli altri brani sono di Evelyne Lenton e Albert Weyman.

## Discografia

### Album
- Black is black, 1977, EMI
- Bamalama, 1978, EMI
- Now, 1979, EMI

### Singoli
- Black Is Black (cover), 1976
- Miss Broadway, 1977
- Bamalama, 1978
- Let Men Be, 1978
- Now, 1979
- Jump Down, 1979
- Come On Tonight, 1979